# Apis florea
Espèce
Répartition géographique
Apis florea, l'Abeille naine, est une espèce d'abeilles d'Asie de petite taille (environ un tiers de la taille de l'Abeille mellifère). 
Son aire de répartition s'étend des rivages de la mer d'Arabie à l'Indonésie, à une altitude inférieure à 500 m. En 2024, une colonie de 2000 abeilles naines a été découverte à Malte. Cette colonie a été détruite dans l'espoir d'éviter que l'espèce ne devienne envahissante en Europe,. 
Son nid ne comprend qu'un rayon. La danse a lieu au sommet de celui-ci. L'espèce n'est utilisée qu'exceptionnellement pour l'apiculture.

Abeille naine
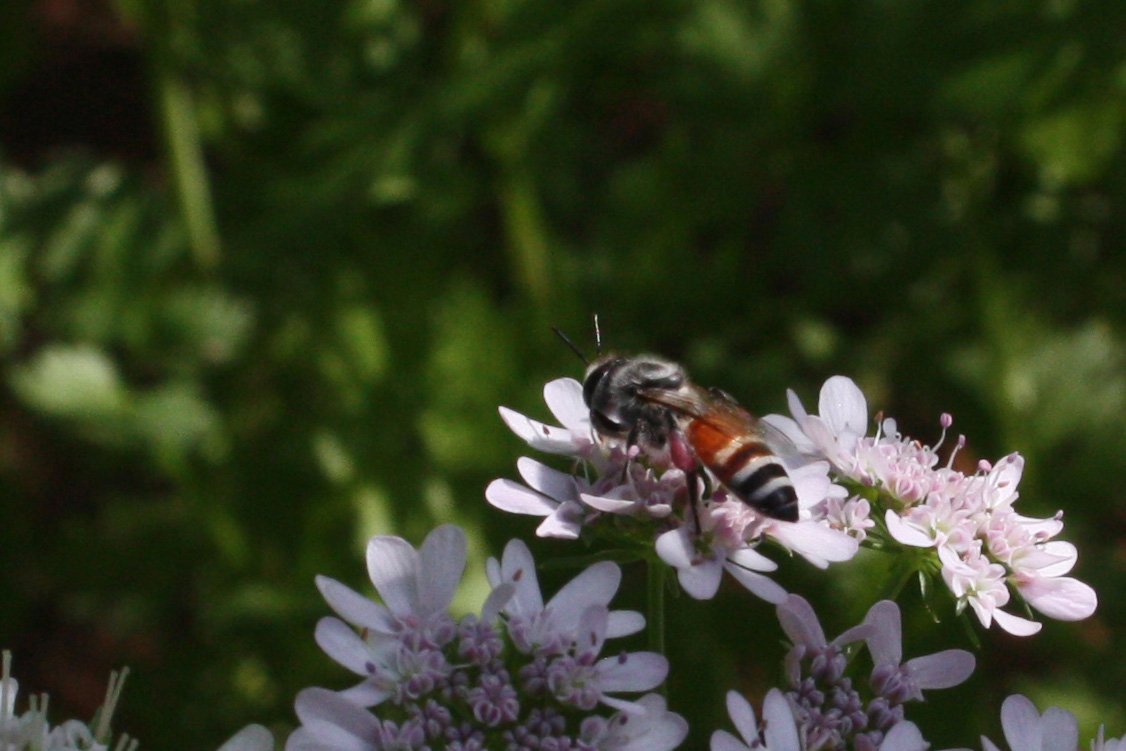
A Oman, péninsule d'Arabie
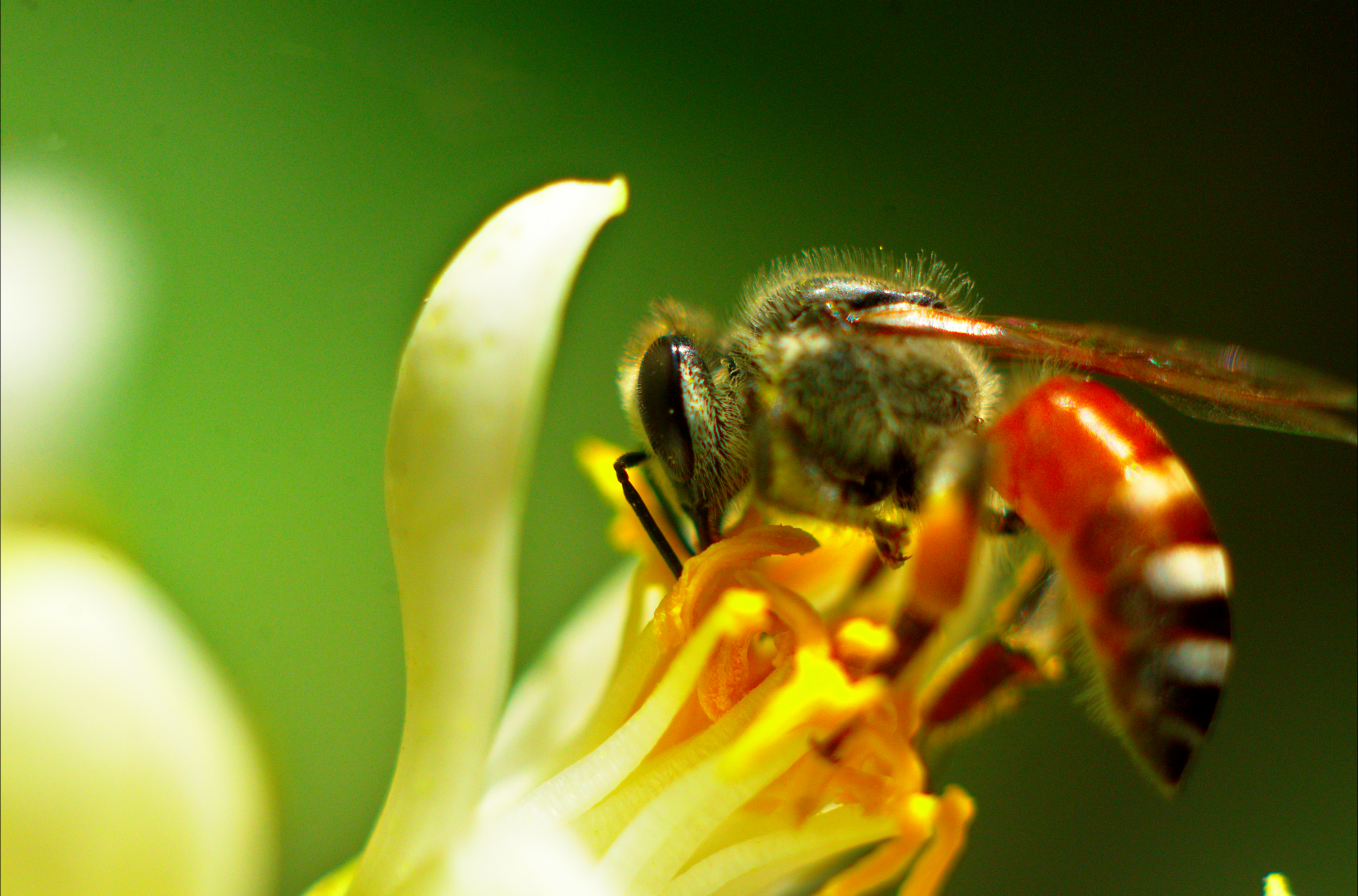
Bangalore, Inde
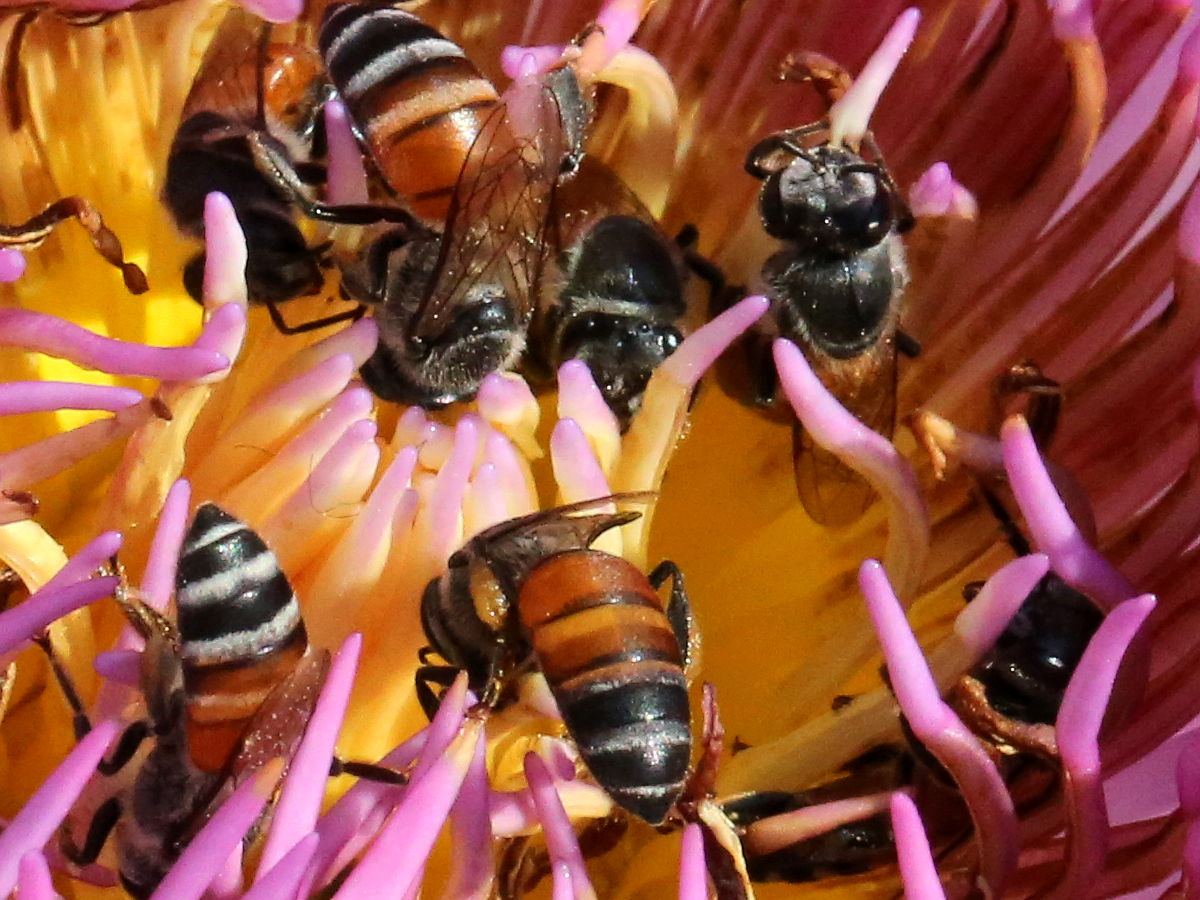
Sur une fleur de lotus, Wat Phra Kaeo, Bangkok, Thaïlande

Nid d'abeilles naines
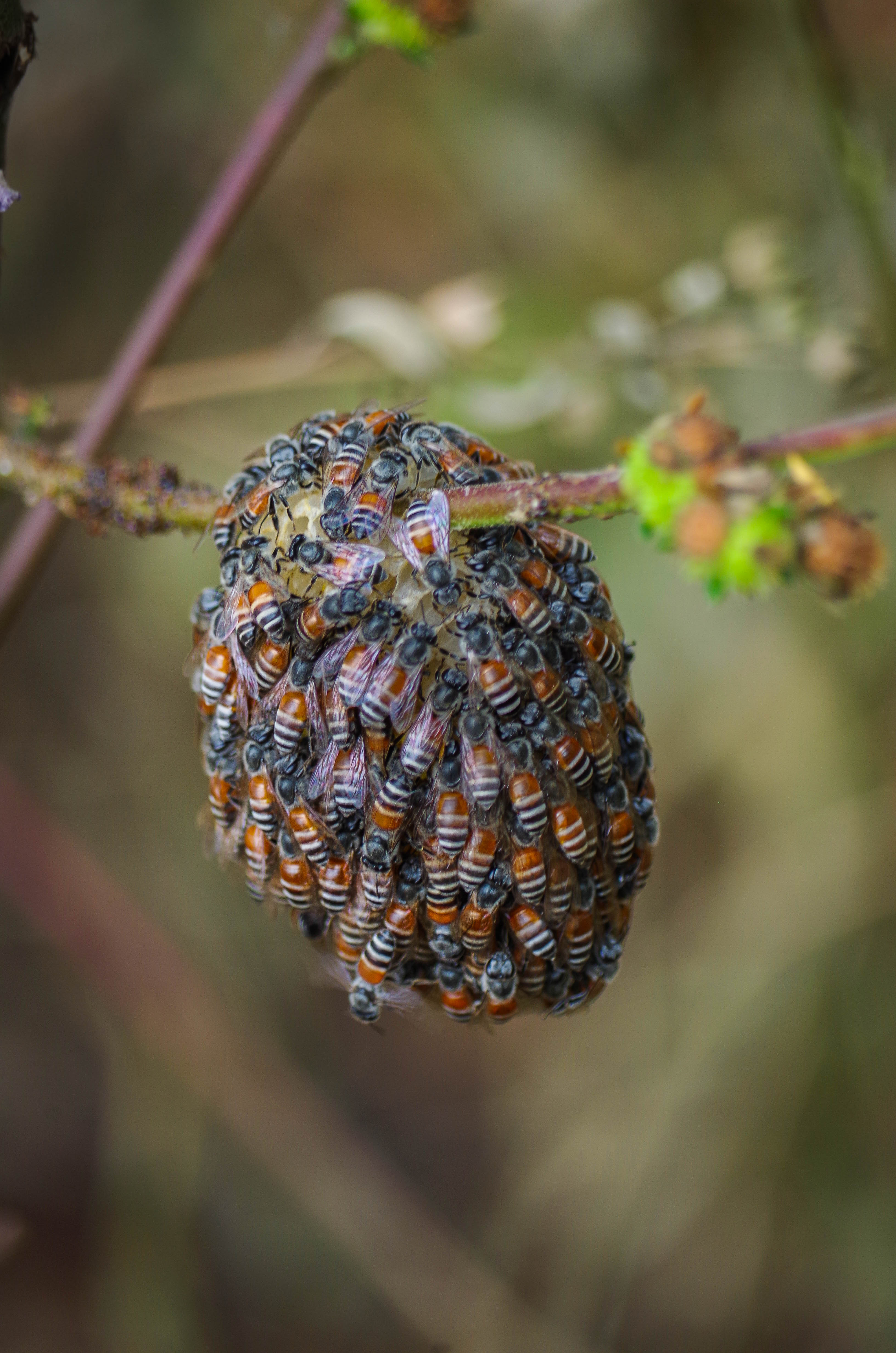
En construction en Inde
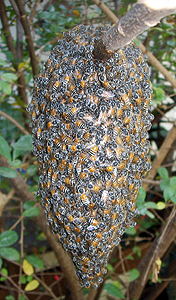
En Thaïlande
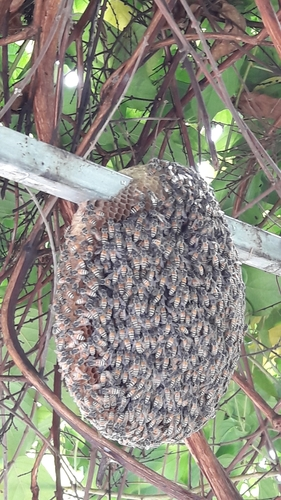
Au Vietnam